# Pelin
Pelin – imię męskie pochodzenia łacińskiego, utworzone z gr. przymiotnika pélinos — "ciemny, czarny, Murzyn". Patronem tego imienia jest św. Pelin, biskup Brindisi, zm. w 361 r., pod rządami Juliana Apostaty. 
Pelin imieniny obchodzi 5 grudnia.
Żeński odpowiednik: Pelina